# Josh Hawkinson
Josh Hawkinson (Seattle, Washington, 23 de junio de 1995) es un baloncestista estadounidense, nacionalizado japonés, que pertenece a la plantilla de los Sun Rockers Shibuya de la B.League. Con 2,08 metros de altura, juega en la posición de pívot. Ha representado a Japón a nivel internacional. 

## Trayectoria
Hawkinson asistió a la Universidad Estatal de Washington en Pullman, Washington. Jugó para los Cougars en la Pacific-12 Conference de la División I de la NCAA entre 2013 y 2017. En su temporada como freshman vio muy poca acción, pero a partir de su temporada como sophomore pasó a convertirse en una pieza clave de su equipo. 
En 119 partidos jugados durante su paso por el baloncesto universitario estadounidense, Hawkinson promedió 11,9 puntos y 9,5 rebotes por encuentro. Además se destacó en el aspecto académico, siendo reconocido en 2017 como el Estudiante-Atleta del Año en la Pac-12.
Aunque participó del Portsmouth Invitational Tournament, ningún reclutador de la NBA se interesó en él, por lo que pasó el Draft de la NBA de 2017 sin ser elegido.
Deseando jugar de todos modos de manera profesional al baloncesto, en junio de 2017 aceptó una propuesta para unirse a los Toyotsu Fighting Eagles Nagoya de la B.League 2 de Japón. En esa liga se convertiría en uno de los pívots más dominantes de la competición, lo que le permitiría arribar a la B.League, la máxima categoría del baloncesto japonés, como fichaje de los Shinshu Brave Warriors en 2020.

## Selección nacional
Hawkinson se nacionalizó japonés en febrero de 2023, lo que le permitió, durante agosto y septiembre de 2023, ser integrante de la selección de Japón que participó en el Mundial de 2023 celebrado en Asia, y que finalizó en decimonoveno lugar.
Entre julio y agosto de 2024 fue parte de la selección absoluta de Japón, que disputó los Juegos Olímpicos de París, finalizando en decimoprimera posición.